# Caroline d'Ansbach
Titre
Reine consort de Grande-Bretagne et d'Irlande
11 juin 1727 – 20 novembre 1737
(10 ans, 5 mois et 9 jours)
Signature
Caroline de Brandebourg-Ansbach (1er mars 1683 – 20 novembre 1737) est l'épouse du roi Georges II de Grande-Bretagne.
Elle est la fille de Jean-Frédéric de Brandebourg-Ansbach, membre de la maison de Hohenzollern et souverain d'une petite principauté du Saint-Empire romain germanique. Orpheline à treize ans, Caroline est placée sous la tutelle de la reine de Prusse Sophie-Charlotte de Hanovre. À la cour de Frédéric Ier, elle reçoit une éducation approfondie et adopte les opinions libérales de sa tutrice.
Dans sa jeunesse, Caroline est un parti très recherché. Après avoir repoussé les propositions de la cour impériale qui songeait à l'unir à l'archiduc Charles d'Autriche, second fils de l'empereur et prétendant au trône espagnol, elle épouse en 1705 Georges-Auguste, prince héritier de l'électorat de Hanovre et troisième dans l'ordre de succession au trône de Grande-Bretagne. Le couple a huit enfants, dont sept atteignent l'âge adulte.
Caroline s'installe à demeure en Angleterre en 1714, lorsque son beau-père devient roi de Grande-Bretagne et d'Irlande sous le nom de Georges Ier.
Devenus prince et princesse de Galles, Georges-Auguste et Caroline réunissent autour d'eux les adversaires politiques de la cour, parmi lesquels Robert Walpole, qui devient un ami proche de Caroline.
L'opposition du couple princier au roi entraîne leur bannissement de la cour en 1717, et ce n'est que trois ans plus tard, par l'entremise de Walpole, que Georges Ier se réconcilie avec son fils.
Caroline devient reine consort en 1727 avec l'avènement de son époux sous le nom de Georges II.
Leur fils aîné, Frédéric, 20 ans, devient à son tour prince de Galles, mais entretient lui aussi des relations orageuses avec ses parents et souverains.
En tant que princesse, puis reine, Caroline exerce une grande influence sur la vie politique du royaume de Grande-Bretagne, au profit de et grâce à Walpole. Elle assure la régence à quatre reprises durant les séjours de son mari au Hanovre, et grâce à elle, la nouvelle dynastie acquiert un meilleur ancrage en Grande-Bretagne, malgré l'instabilité politique de l'époque.
Beaucoup la pleurent après sa mort, en 1737, y compris le roi lui-même, qui refuse de prendre une deuxième épouse.

## Jeunesse
Caroline naît le 1er mars 1683 à Ansbach. Elle est le premier enfant du margrave Jean-Frédéric de Brandebourg-Ansbach et de sa seconde épouse, Éléonore-Erdmuthe de Saxe-Eisenach,. Son père, souverain d'un petit État du Saint-Empire romain germanique, meurt de la variole à l'âge de 32 ans, alors que Caroline n'a que trois ans. Sa mère retourne alors dans sa ville d'origine, Eisenach, emmenant avec elle Caroline et son frère cadet Guillaume-Frédéric.
En 1692, la mère de Caroline est contrainte de se remarier avec l'électeur de Saxe Jean-Georges IV, et s'installe avec ses deux enfants à la cour de Dresde. Ce mariage malheureux ne dure pas : Éléonore se retrouve de nouveau veuve deux ans plus tard, son mari ayant contracté la variole auprès de sa maîtresse,. Elle reste en Saxe jusqu'à sa mort, en 1696,. Les deux orphelins retournent à Ansbach auprès de leur demi-frère aîné, le margrave Georges-Frédéric II. Celui-ci est encore jeune et l'idée de servir de tuteur à une petite fille ne lui sourit guère, aussi Caroline part-elle bientôt pour Lutzenbourg, dans la banlieue de Berlin, pour y rencontrer ses nouveaux gardiens : l'électeur Frédéric III de Brandebourg, qui devient roi en Prusse en 1701, et sa femme Sophie-Charlotte, une amie d'Éléonore.
Sophie-Charlotte est la fille de Sophie de Hanovre et la sœur de l'électeur Georges de Hanovre. Elle est célèbre pour son intelligence et son fort caractère, et la liberté qui règne à sa cour attire de nombreux intellectuels, parmi lesquels le philosophe Gottfried Wilhelm Leibniz. Caroline est ainsi exposée à un environnement intellectuel bourdonnant d'activité, très différent de ce qu'elle a connu jusqu'alors. Avant d'entamer son éducation sous la garde de Sophie-Charlotte, elle n'avait guère été instruite : son écriture restera maladroite toute sa vie,. Son esprit éveillé lui permet cependant d'acquérir des connaissances importantes, et elle développe une relation particulièrement forte avec Sophie-Charlotte, qui la considère comme sa fille adoptive.

## Mariage
Caroline est une jeune femme intelligente et attirante, et donc très courtisée. Elle est « la princesse la plus agréable d'Allemagne » pour l'électrice douairière Sophie. L'un de ses principaux prétendants est l'archiduc Charles d'Autriche, candidat au trône d'Espagne et futur empereur, qui lui fait officiellement ses avances en 1703. Bien que le roi Frédéric de Prusse encourage cette union, Caroline refuse finalement les avances de Charles après mûre réflexion, car elle n'envisage pas d'abandonner la foi luthérienne pour le catholicisme,. La reine Sophie-Charlotte meurt au début de l'année 1705 lors d'une visite au Hanovre, laissant Caroline abattue. Elle écrit à Leibniz : « Le désastre m'a submergée de chagrin et de maladie, et seul l'espoir que je puisse bientôt la suivre parvient à me consoler. »
En juin 1705, le prince Georges-Auguste de Hanovre, neveu de Sophie-Charlotte, se rend incognito à la cour d'Ansbach pour y étudier Caroline, ayant entendu parler de sa « beauté incomparable » et de ses « attributs mentaux ». Son père, l'électeur Georges, a connu un mariage d'État malheureux avec Sophie-Dorothée de Celle et ne souhaite pas que son fils connaisse les mêmes déboires que lui,,,. Les trois oncles de Georges-Auguste n'ont pas d'enfants et celui-ci est donc fortement incité à se marier rapidement pour ne pas compromettre la succession hanovrienne. Le prince est aussitôt charmé par le « bon caractère » de Caroline, et l'ambassadeur britannique rapporte que Georges-Auguste « n'a personne d'autre en tête sinon elle, ». De son côté, Caroline n'a aucune peine à percer à jour le déguisement du prince et le trouve à son goût. Il est l'héritier de l'électorat de Hanovre, et troisième dans l'ordre de succession à la reine Anne de Grande-Bretagne, après sa grand-mère l'électrice douairière et son père l'électeur.
Le 22 août 1705, Caroline arrive à Hanovre pour son mariage avec Georges-Auguste, qui est célébré le soir même dans la chapelle du palais de Herrenhausen,. En mai de l'année suivante, elle estime être enceinte, et donne naissance à son premier enfant, le prince Frédéric, le 20 janvier 1707. Quelques mois après sa naissance, elle contracte la variole, puis une sévère pneumonie. Elle est tenue à l'écart de son fils, mais Georges-Auguste reste fidèlement à ses côtés et tombe à son tour malade,. Durant les sept années qui suivent, Caroline donne naissance à trois autres enfants à Hanovre : Anne, née en 1709, Amélie, née en 1711, et Caroline, née en 1713.
Le mariage de Georges-Auguste et Caroline est heureux, bien que le prince continue à fréquenter d'autres femmes. Caroline est au courant de ces infidélités qui ne sont en rien secrètes et dont il l’entretient lui-même. Ses deux maîtresses les plus célèbres sont Henrietta Howard, l'une des dames d'honneur de Caroline qui devient maîtresse de la garde-robe de la reine en 1731, et Amalie von Wallmoden à partir de 1735. Contrairement à sa belle-mère Sophie-Dorothée de Celle, Caroline est réputée pour sa fidélité : elle ne cause jamais de scandale et ne prend aucun amant. Elle préfère que son mari choisisse ses maîtresses parmi ses dames d'honneur, afin de pouvoir les surveiller de plus près.
L'accession de la famille de son mari au trône de Grande-Bretagne reste incertaine : le demi-frère de la reine Anne, Jacques Stuart, conteste les droits de la famille de Hanovre, et la reine s'est brouillée avec l'électrice douairière Sophie. Elle refuse de laisser un seul Hanovrien fouler le sol britannique de son vivant. Caroline écrit à Leibniz : « J'accepte comme un bon présage la comparaison que vous dressez, bien que par trop flatteuse, entre moi et la reine Élisabeth. Comme Élisabeth, les droits de l'électrice sont bafoués par une sœur jalouse [la reine Anne], et la couronne anglaise ne lui sera jamais assurée tant qu'elle ne sera pas montée sur le trône. » L'électrice douairière meurt en juin 1714, âgée de 84 ans, dans les bras de Caroline, dont le beau-père devient l'héritier présomptif de la reine Anne. Celle-ci meurt quelques semaines plus tard seulement et l'électeur de Hanovre lui succède sous le nom de Georges Ier de Grande-Bretagne.

## Princesse de Galles

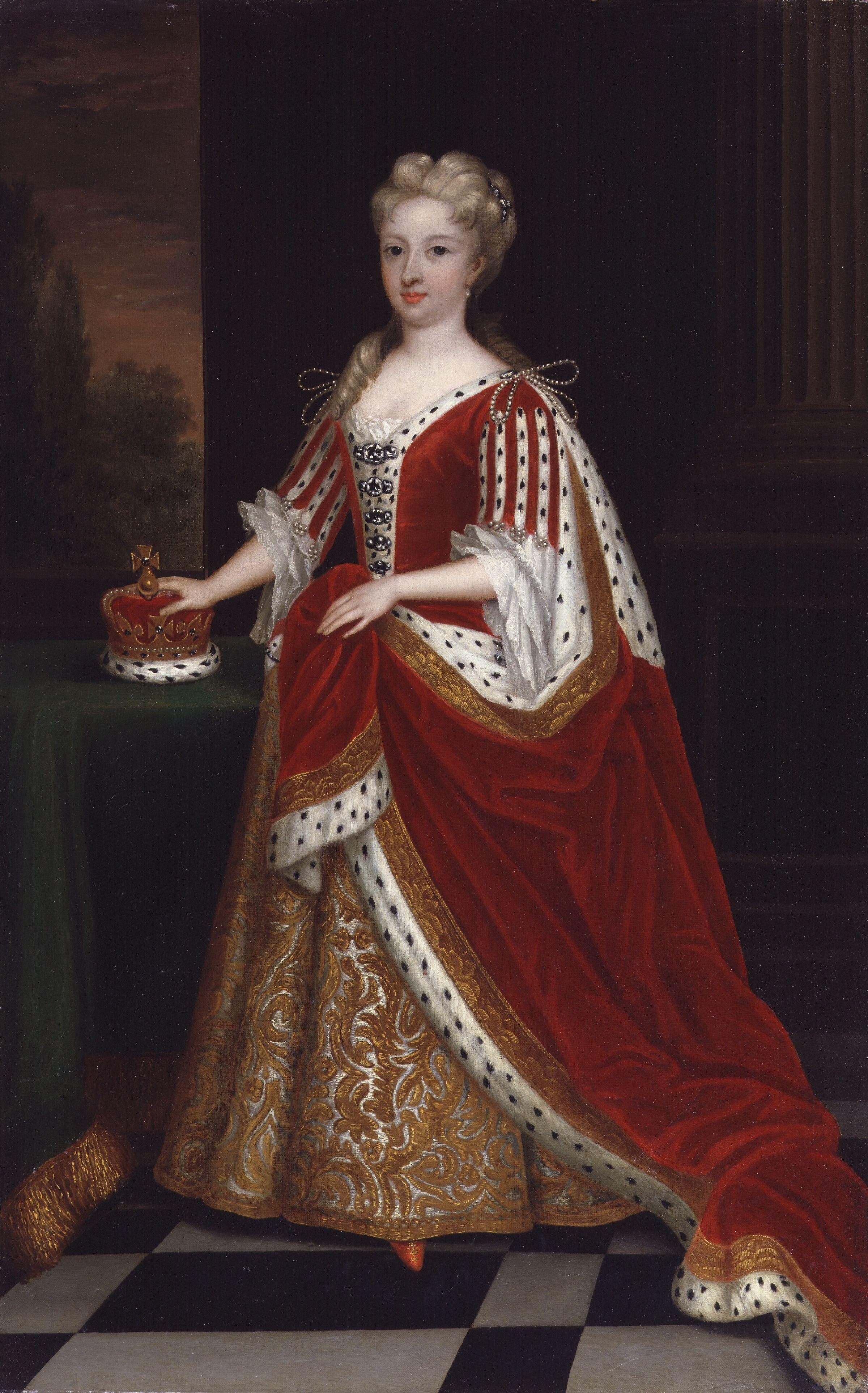
Portrait de la princesse de Galles par Godfrey Kneller (1716).

Georges-Auguste part pour l'Angleterre en septembre 1714, suivi par Caroline et deux de leurs filles en octobre,. Ce trajet de La Haye à Margate est le seul voyage en mer de sa vie,,. Le prince Frédéric reste quant à lui au Hanovre avec ses précepteurs jusqu'à la fin du règne de Georges Ier.
Avec l'avènement de son père, le mari de Caroline devient automatiquement duc de Cornouailles et duc de Rothesay, avant d'être investi du titre de prince de Galles peu après. Caroline est la première princesse de Galles à recevoir le titre en même temps que son mari, et la première princesse de Galles tout court depuis plus de deux cents ans, la dernière à avoir porté ce titre étant Catherine d'Aragon. Elle est en outre la femme de plus haut rang de tout le royaume : Georges Ier ayant répudié sa femme Sophie-Dorothée de Celle en 1694, il n'y a pas de reine consort. Georges-Auguste et Caroline entreprennent de « s'angliciser » en se cultivant sur la langue, la population, la politique et les coutumes anglaises. Bientôt, deux cours distinctes se développent : celle du roi est peuplée de courtisans et de conseillers allemands, tandis que celle du prince de Galles attire les nobles anglais en défaveur auprès du roi, et s'avère beaucoup plus appréciée de la population britannique. L'opposition politique au roi se cristallise peu à peu autour de Georges-Auguste et de Caroline,.
En 1716, deux ans après leur arrivée en Angleterre, Caroline fait une fausse couche que son amie la comtesse de Bückeburg attribue à l'incompétence des médecins anglais. L'année suivante, elle a un deuxième fils, le prince Georges-Guillaume. Lors de son baptême, en novembre 1717, son mari s'oppose au roi sur le choix des parrains, et le couple princier est assigné à résidence au palais St. James, puis banni de la cour. Caroline est autorisée à rester auprès de ses enfants, mais elle refuse, estimant que sa place est auprès de son époux,. Ils s'installent à Leicester House, tandis que leurs enfants restent sous la garde du roi,. Caroline se rend malade d'inquiétude, s'évanouissant même lors d'une visite secrète à ses enfants, avant que le roi, apaisé, lui redonne de nouveau le droit de les revoir. Le prince Georges-Guillaume tombe malade en février, et le roi autorise ses parents à venir le voir au palais de Kensington. Après la mort de l'enfant, une autopsie permet de déterminer que la cause du décès est un polype cardiaque, et non la séparation d'avec sa mère. Un deuxième drame touche Caroline en 1718 : elle fait une nouvelle fausse couche à Richmond Lodge,. Dans les années qui suivent, elle donne naissance à trois enfants : Guillaume, né en 1721, Marie, née en 1723, et Louise, née en 1724.
Leicester House devient le lieu de réunion de prédilection des opposants politiques au gouvernement. Caroline se lie d'amitié avec Robert Walpole, ancien ministre au sein du gouvernement whig devenu leader d'une faction dissidente du parti. En avril 1720, la faction de Walpole se réconcilie avec celle au gouvernement, et Walpole et Caroline obtiennent la réconciliation du roi et du prince de Galles, au nom de l'unité nationale,. Caroline espère pouvoir ainsi retrouver ses trois filles aînées, toujours sous la garde du roi, mais les négociations ne débouchent sur rien. Georges-Auguste en vient à croire que Walpole l'a piégé pour accéder au pouvoir ; et lorsque les Whigs de Walpole rejoignent le gouvernement, le prince se retrouve isolé politiquement. Dès lors, Leicester House accueille davantage d'écrivains et de polémistes que d'hommes politiques, parmi lesquels John Arbuthnot et Jonathan Swift. Arbutnoth rapporte à Swift que la princesse de Galles a apprécié ses Voyages de Gulliver, notamment l'histoire du prince portant un talon haut et un talon bas dans un pays où le roi et son parti portent des talons bas et l'opposition des talons haut, une référence transparente aux opinions politiques du prince de Galles,.
Beaucoup plus intelligente que son mari, Caroline lit avec avidité, amassant une vaste bibliothèque au palais St. James. Dans sa jeunesse, elle correspond avec Gottfried Wilhelm Leibniz, et facilite par la suite l'échange de lettres entre Leibniz et Samuel Clarke. Elle joue un rôle dans la popularisation de la variolisation, technique d'inoculation rapportée de Constantinople par Mary Wortley Montagu : sur ses ordres, six condamnés à mort se voient proposer la variolisation au lieu de l'exécution. Tous survivent, de même que six orphelins inoculés lors d'une autre expérience. Convaincue de l'intérêt médical de cette technique, Caroline la fait appliquer à ses enfants Amélie, Caroline et Frédéric,. Dans la onzième de ses Lettres philosophiques, qui traite justement de la variolisation, Voltaire écrit de la princesse de Galles :

« Il faut que, titres et couronnes à part, cette princesse est née pour encourager tous les arts et pour faire du bien aux hommes ; c'est un philosophe aimable sur le trône ; elle n'a jamais perdu ni une occasion de s'instruire, ni une occasion d'exercer sa générosité ; c'est elle qui, ayant entendu dire qu'une fille de Milton vivait encore, et vivait dans la misère, lui envoya sur-le-champ un présent considérable ; c'est elle qui protège ce pauvre père Courayer ; c'est elle qui daigna être la médiatrice entre le docteur Clarke et M. Leibnitz. »

— Voltaire, Lettres philosophiques

## Reine et régente

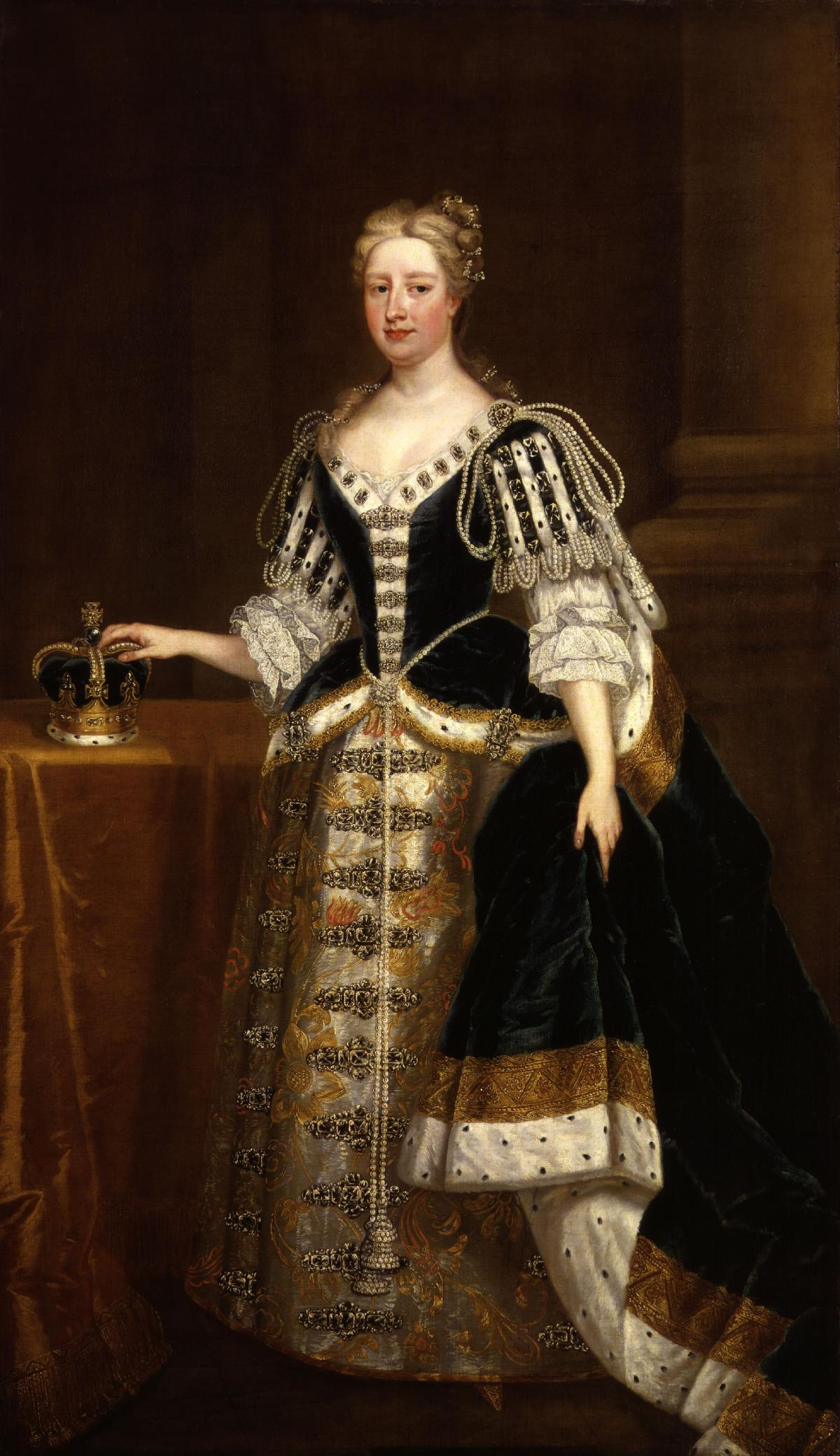
Portrait de la reine Caroline par Charles Jervas (1727).

Caroline devient reine consort de Grande-Bretagne à la mort de son beau-père, le 11 juin 1727. Elle est couronnée avec son époux, le nouveau roi Georges II, le 11 octobre à l'abbaye de Westminster,. Elle est la première reine consort couronnée depuis Anne de Danemark en 1603. Bien que Georges II ait décrit Walpole comme « un vaurien et une fripouille » au moment de la réconciliation de 1720, Caroline lui conseille de le garder comme principal ministre : Walpole dispose d'une majorité confortable au Parlement, et Georges II doit se résoudre à le rappeler pour ne pas faire face à une instabilité ministérielle. Walpole inscrit la reine sur liste civile pour 100 000 £ par an, et elle reçoit Somerset House et Richmond Lodge,. Caroline possède une influence immense pendant les dix années qui suivent, persuadant le roi de suivre la politique de Walpole et encadrant l'impulsivité de ce dernier. Ayant adopté les convictions libérales de son mentor, la reine Sophie-Charlotte de Prusse, la reine agit en faveur de la clémence pour les jacobites, la liberté de la presse et la liberté d'expression au Parlement.
Dans les années qui suivent, le couple royal se retrouve constamment en conflit avec leur fils aîné, le prince de Galles Frédéric. Celui-ci a rejoint sa famille en 1728 : il est désormais adulte, criblé de dettes, et passe son temps en paris, farces et maîtresses. Il s'oppose aux opinions politiques de son père et se plaint de son manque d'influence dans le gouvernement du pays. Le Regency Act 1728 nomme Caroline régente pendant les cinq mois que son mari passe au Hanovre à partir de mai 1729. Durant sa régence, un incident diplomatique avec le Portugal (un navire britannique saisi sur le Tage) est désamorcé et les négociations du traité de Séville avec l'Espagne sont achevées,. Elle assure à nouveau la régence pendant quatre mois à partir de mai 1732, à l'occasion d'une nouvelle visite de Georges II au Hanovre. Une enquête révèle des abus importants au sein du système judiciaire, entre mauvais traitements et complots pour l'évasion de prisonniers fortunés. Caroline incite Walpole à réformer, sans grand succès. En mars 1733, Walpole présente une loi sur un droit d'accise très impopulaire au Parlement avec le soutien de la reine, mais l'opposition est telle qu'elle est finalement abandonnée.
Caroline ne quitte jamais le sud-est de l'Angleterre, autour de Londres,. Elle continue à s'entourer d'artistes, d'écrivains et d'intellectuels, collectionne les bijoux, notamment camées et intailles, et fait l'acquisition de portraits et de miniatures réputés. Elle commande des bustes des rois et reines d'Angleterre à Michael Rysbrack et supervise la restructuration plus naturaliste des jardins royaux menée par William Kent et Charles Bridgeman,. En 1728, elle découvre des croquis de Léonard de Vinci et Hans Holbein le Jeune qui dormaient dans un tiroir depuis le règne de Guillaume III,.
En 1734, la fille aînée de Caroline, la princesse royale Anne, épouse Guillaume IV d'Orange-Nassau et part vivre aux Pays-Bas. Dans une lettre, sa mère lui décrit son « indescriptible » tristesse au moment de leur séparation,. Anne ne tarde pas à éprouver le mal du pays, et profite des campagnes militaires de son époux pour rentrer en Angleterre, mais elle est finalement contrainte de rentrer en Hollande.

## Dernières années

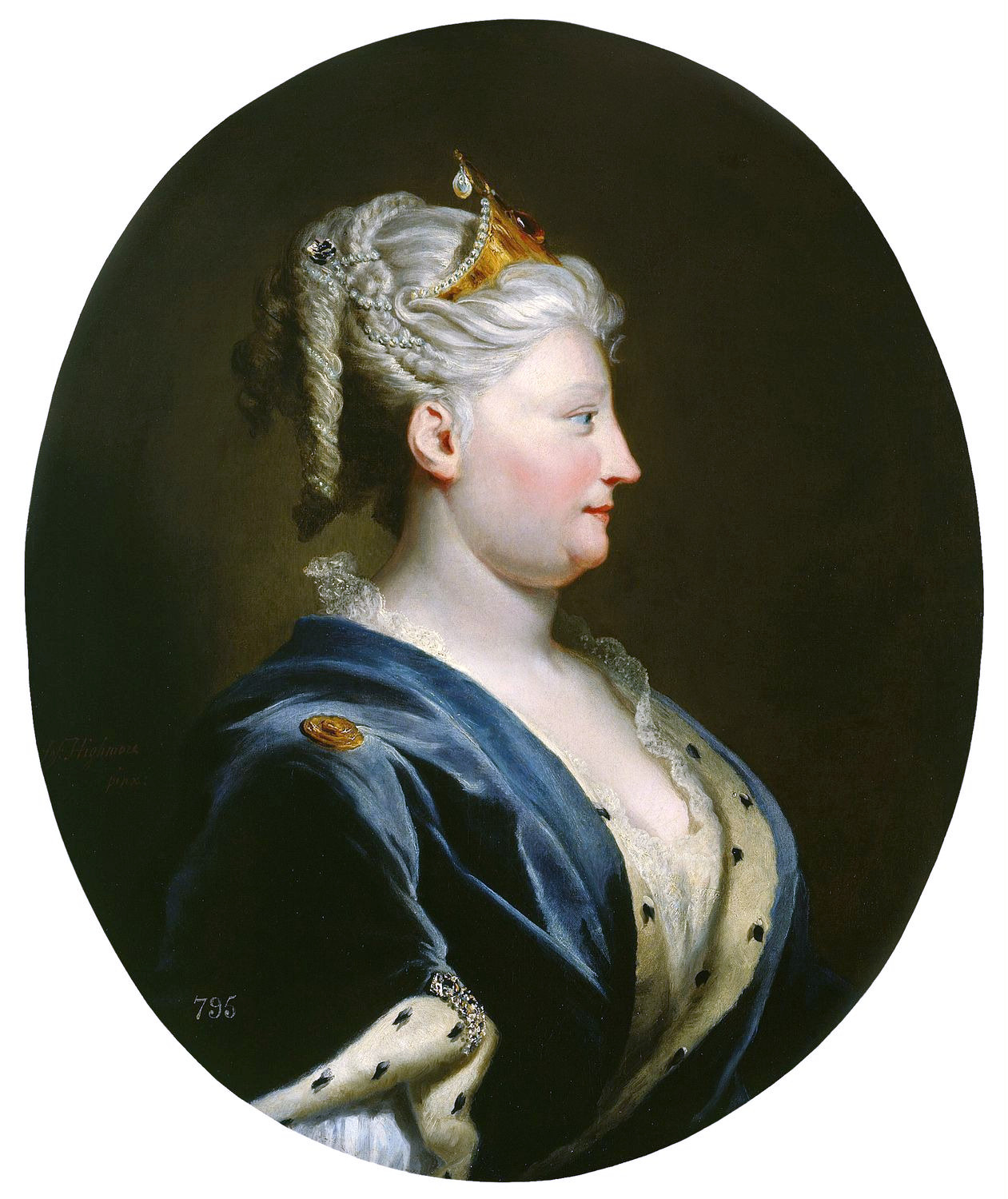
Portrait de la reine Caroline par Joseph Highmore (vers 1735).

Caroline assure à nouveau la régence durant l'absence de son mari au cours de l'année 1735, au grand désarroi du prince de Galles. L'année suivante, le couple royal arrange le mariage de Frédéric avec la princesse Augusta de Saxe-Gotha-Altenbourg. Peu après les noces, Georges retourne au Hanovre et Caroline reprend son rôle de « Protecteur du royaume ». Elle envisage d'accorder une remise de peine au capitaine John Porteous, condamné pour meurtre à Édimbourg, mais avant qu'elle ait pu agir, une émeute prend d'assaut la prison où est enfermé Porteous et le lynche, laissant Caroline horrifiée,. Les absences répétées du roi nuisent à sa popularité. Il prévoit de rentrer en Angleterre à la fin de l'année, mais son navire est pris dans le mauvais temps, et la rumeur court qu'il a coulé corps et biens. Caroline est effondrée, d'autant plus que son fils ne témoigne pas du moindre chagrin et va jusqu'à organiser une réception fastueuse alors que la tempête gronde encore,. Georges rentre finalement en Angleterre en janvier 1737,,.

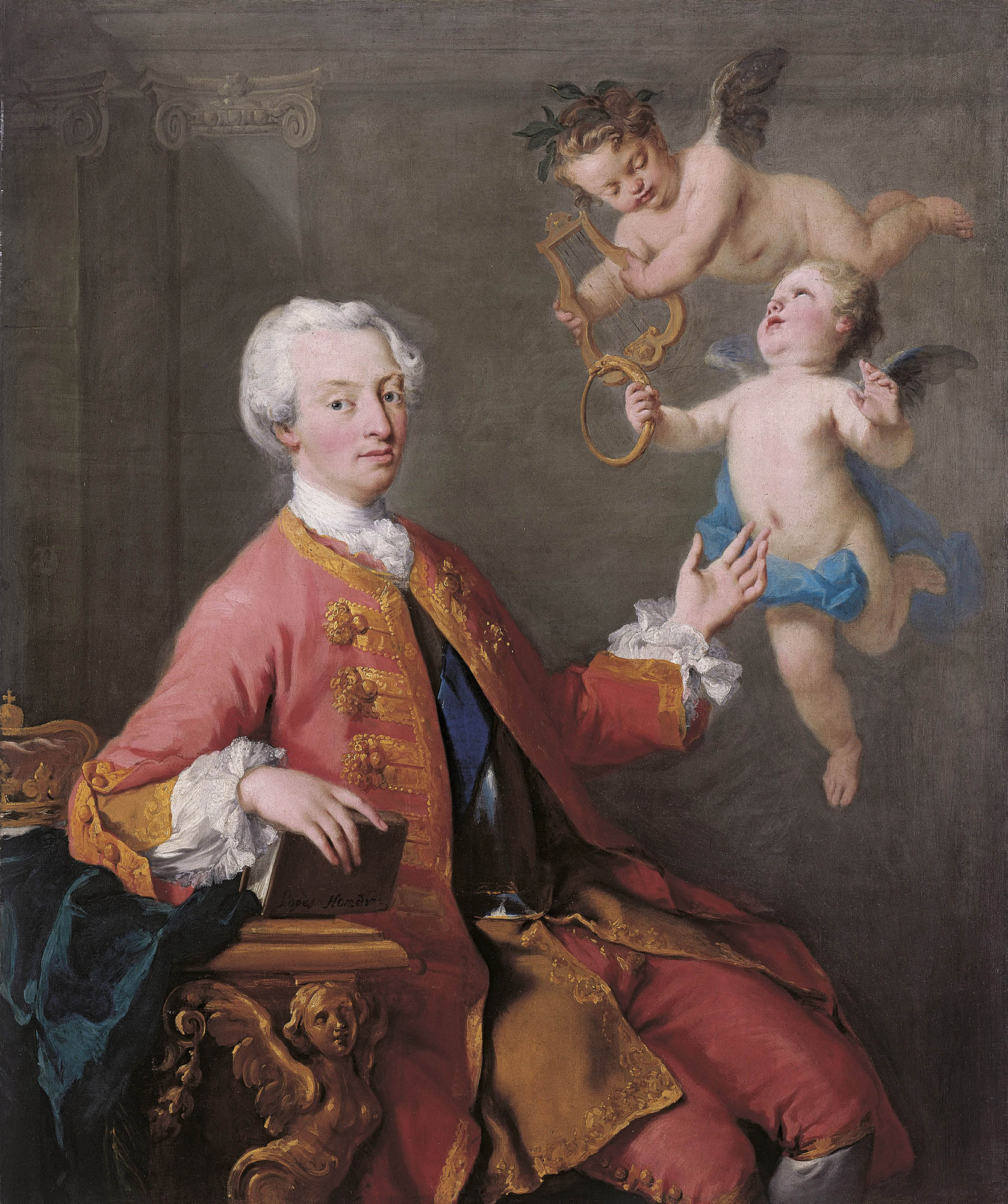
Portrait du prince Frédéric de Galles par Jacopo Amigoni (1735). Caroline entretient des relations difficiles avec son fils aîné jusqu'à sa mort.

Frédéric dépose une demande au Parlement pour une augmentation de ses rentes, que le roi lui avait précédemment refusée. Ces querelles d'argent, ainsi exposées au public, opposent encore davantage parents et enfant. L'augmentation est accordée à Frédéric sur la recommandation de Walpole, qui espère ainsi atténuer d'éventuels conflits à venir, mais pas autant que le prince le souhaitait,. En juin 1737, Frédéric apprend à ses parents qu'Augusta est enceinte et doit accoucher en octobre, mais en réalité, son terme est attendu beaucoup plus tôt. Ainsi, en juillet, lorsque Frédéric apprend que sa femme est en travail, il la fait sortir discrètement du palais de Hampton Court au beau milieu de la nuit, afin d'être certain que le roi et la reine n'assisteront pas à l'accouchement,. Georges et Caroline sont horrifiés : la tradition veut que les naissances royales se fassent sous les yeux des membres de la famille et des principaux courtisans, afin d'éviter un éventuel échange d'enfants ; et Frédéric a infligé à sa femme prête à accoucher une chevauchée d'une heure et demie à bord d'un bruyant carrosse jusqu'au palais St. James. Accompagnée de deux de ses filles et de Lord Hervey, la reine se précipite au chevet d'Augusta pour découvrir avec soulagement qu'elle a donné naissance à « une pauvre petite souris hideuse » et non à « un bon gros garçon », ce qui rend l'hypothèse d'un échange peu vraisemblable. Cet incident aggrave encore les relations entre Frédéric et sa mère, et Lord Hervey rapporte ses paroles, un jour où elle aperçoit son fils : « Voyez le donc, ce misérable, cette canaille ! J'aimerais que le sol s'ouvre à cet instant et engloutisse ce monstre jusqu'au plus profond trou de l'enfer ! »
Durant les dernières années de sa vie, Caroline souffre de la goutte,. Plus grave, la naissance de sa dernière fille, en 1724, l'a laissée avec une hernie ombilicale,. Le 9 novembre 1737, elle ressent d'intenses douleurs, et se couche après avoir enduré une réception officielle : elle souffre d'une hernie utérine. Dans les jours qui suivent, elle subit saignées, purges et opérations sans anesthésie, mais sa condition ne s'améliore pas. Le roi refuse de laisser Frédéric voir sa mère, une décision qu'elle accepte, bien qu'elle lui envoie un message de pardon par Walpole,. Lorsqu'elle demande à son époux de se remarier après sa mort, celui-ci refuse, affirmant qu'il ne fera que prendre des maîtresses, ce à quoi elle rétorque : « Ah, mon Dieu, cela n'empêche pas,,. » La hernie éclate le 17 novembre, et Caroline meurt le 20 novembre au palais St. James.
La reine Caroline est inhumée en l'abbaye de Westminster le 17 décembre. Son fils Frédéric n'est pas invité aux funérailles. Georg Friedrich Haendel compose pour l'occasion l'hymne funéraire The ways of Zion do mourn / Funeral Anthem for Queen Caroline. Le roi a choisi deux cercueils jumeaux avec des côtés amovibles, afin qu'ils puissent reposer de nouveau ensemble lorsqu'il devra la rejoindre.

## Postérité
À la mort de Caroline, les protestants louent sa moralité exemplaire, et les jacobites eux-mêmes saluent sa compassion à l'égard de leurs camarades. De son vivant, son refus d'embrasser la foi catholique pour épouser l'archiduc Charles l'a présentée sous le jour d'une tenante convaincue du protestantisme. Ainsi, John Gay écrit-il dans A Letter to a Lady en 1714 :
| The pomp of titles easy faith might shake, She scorn'd an empire for religion's sake: For this, on earth, the British crown is giv'n, And an immortal crown decreed in heav'n. | La pompe des titres est aisément ébranlée par la foi Elle a dédaigné un empire au nom de la religion : Pour cela, sur terre, la couronne britannique est offerte Et une couronne immortelle décrétée dans les cieux. |

Le public comme la cour considèrent que Caroline exerce une grande influence sur son mari, donnant lieu à des couplets satiriques comme celui-ci,, :
| You may strut, dapper George, but 'twill all be in vain, We all know 'tis Queen Caroline, not you, that reign – You govern no more than Don Philip of Spain. Then if you would have us fall down and adore you, Lock up your fat spouse, as your dad did before you. | Tu peux plastronner, joli Georges, mais ça ne sert à rien, Nous savons tous que c'est la reine Caroline qui règne, pas toi : Tu ne gouvernes pas plus que don Philippe d'Espagne. Alors, si tu veux qu'on s'agenouille pour t'adorer, Enferme ta grosse femme, comme ton papa l'a fait. |

Les mémoires du XVIIIe siècle, notamment ceux de Lord Hervey, ont donné l'impression que le roi était gouverné par sa femme et par Walpole. Pete Quenell écrit que Hervey était « le chroniqueur de cette remarquable coalition », et que Caroline était « l'héroïne » de Hervey. Les biographes des XIXe et XXe siècles attribuent à Caroline un rôle important dans l'installation de la maison de Hanovre en Grande-Bretagne contre l'opposition jacobite. Pour R. L. Arkell, « perspicace et magnanime, [Caroline] a assuré l'enracinement de la dynastie en Angleterre » ; pour W. H. Wilkins, « sa personnalité gracieuse et digne, ses idéaux élevés et sa vie de pureté ont beaucoup fait pour contrebalancer l'impopularité de son mari et de son beau-père, et ont empêché les débuts de l'ère georgienne de sombrer dans la médiocrité la plus complète ». Dans l'ensemble, les historiens contemporains considèrent que Hervey, Wilkins et Arkell ont surestimé son importance, mais Caroline d'Ansbach reste probablement l'une des reines consorts les plus influentes de l'histoire britannique.

## Descendance

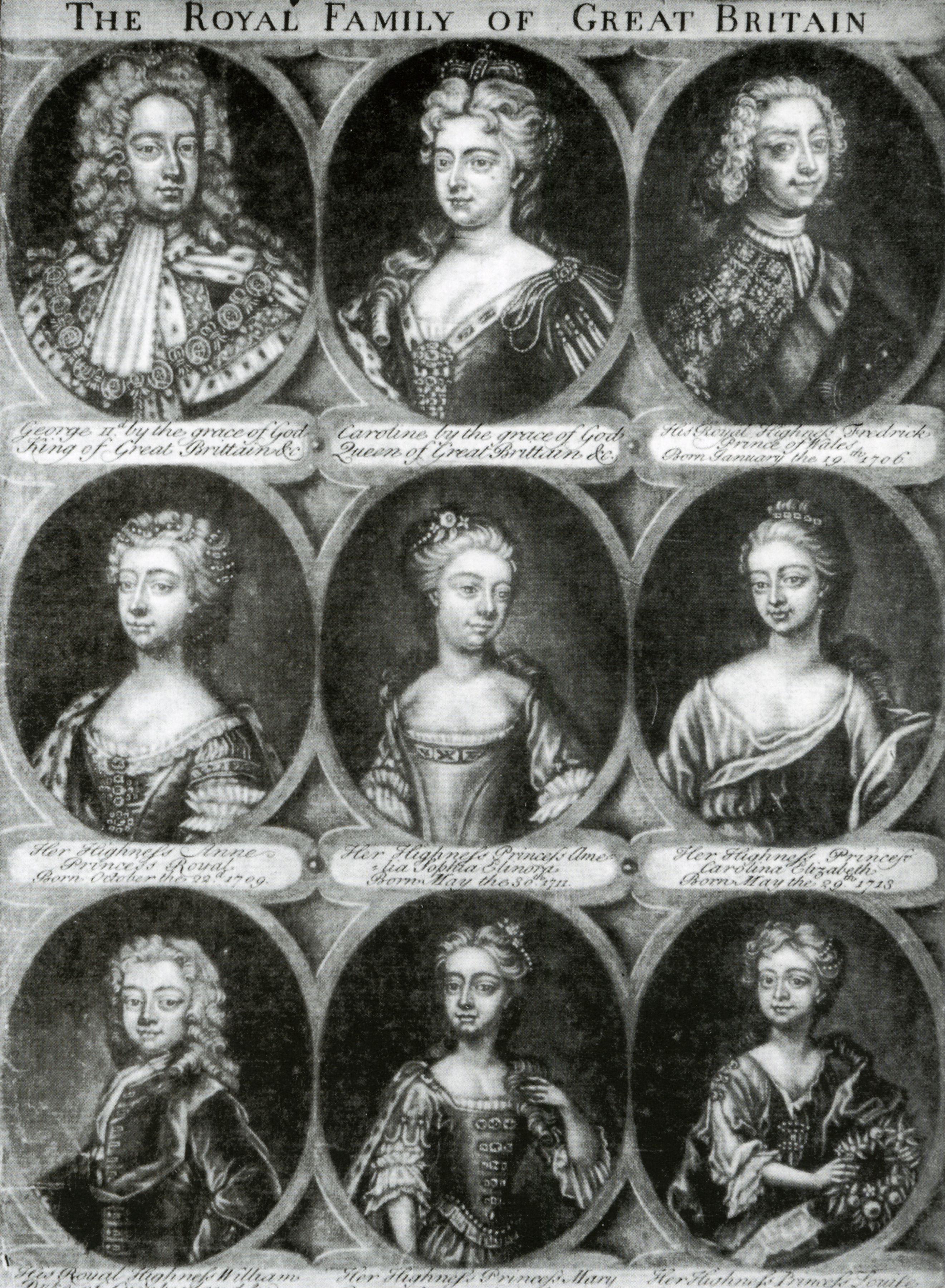
Gravure représentant le couple royal et ses sept enfants.

Dix fois enceinte, Caroline donne naissance à huit enfants, dont sept survivent à la petite enfance.
- Frédéric (1er février 1707 – 31 mars 1751), prince de Galles, épouse en 1736 Augusta de Saxe-Gotha-Altenbourg ;
- Anne (2 novembre 1709 – 12 janvier 1759), princesse royale, épouse en 1734 le prince Guillaume IV d'Orange-Nassau ;
- Amélie (30 mai 1711 – 31 octobre 1786) ;
- Caroline (10 juin 1713 – 28 décembre 1757) ;
- Georges-Guillaume (13 novembre 1717 – 17 février 1718) ;
- William Augustus (26 avril 1721 – 31 octobre 1765), duc de Cumberland ;
- Marie (5 mars 1723 – 14 janvier 1772), épouse en 1740 le futur landgrave Frédéric II de Hesse-Cassel ;
- Louise (18 décembre 1724 – 19 décembre 1751), épouse en 1743 le futur roi Frédéric V de Danemark.

## Titulature, hommages et armoiries

### Titres
- 1683-1705 : Son Altesse sérénissime la princesse Caroline de Brandebourg-Ansbach
- 1705-1714 : Son Altesse sérénissime la princesse électorale de Hanovre
- 1714-1727 : Son Altesse royale la princesse de Galles
- 1727-1737 : Sa Majesté la reine de Grande-Bretagne et d'Irlande

### Hommages
Le comté de Caroline, dans la colonie britannique de Virginie, est nommé en l'honneur de la reine Caroline lors de sa création en 1727.

### Armoiries

Armoiries de la reine Caroline.

Les armoiries de la reine Caroline reprennent les armoiries royales de Grande-Bretagne et celles de son père, le margrave Jean-Frédéric de Brandebourg-Ansbach.
En tant que princesse de Galles, ses armoiries reprennent celle de son époux (identiques à celles de Grande-Bretagne, avec un lambel d'argent) et celles de son père, surmontées de la couronne de l'héritier du trône.